# Maison Corthay
Pour les articles homonymes, voir Corthay.
La Maison Corthay est une entreprise française fondée en 1990 par Pierre Corthay qui fabrique des souliers et des produits de maroquinerie masculins.

## Histoire et évolution

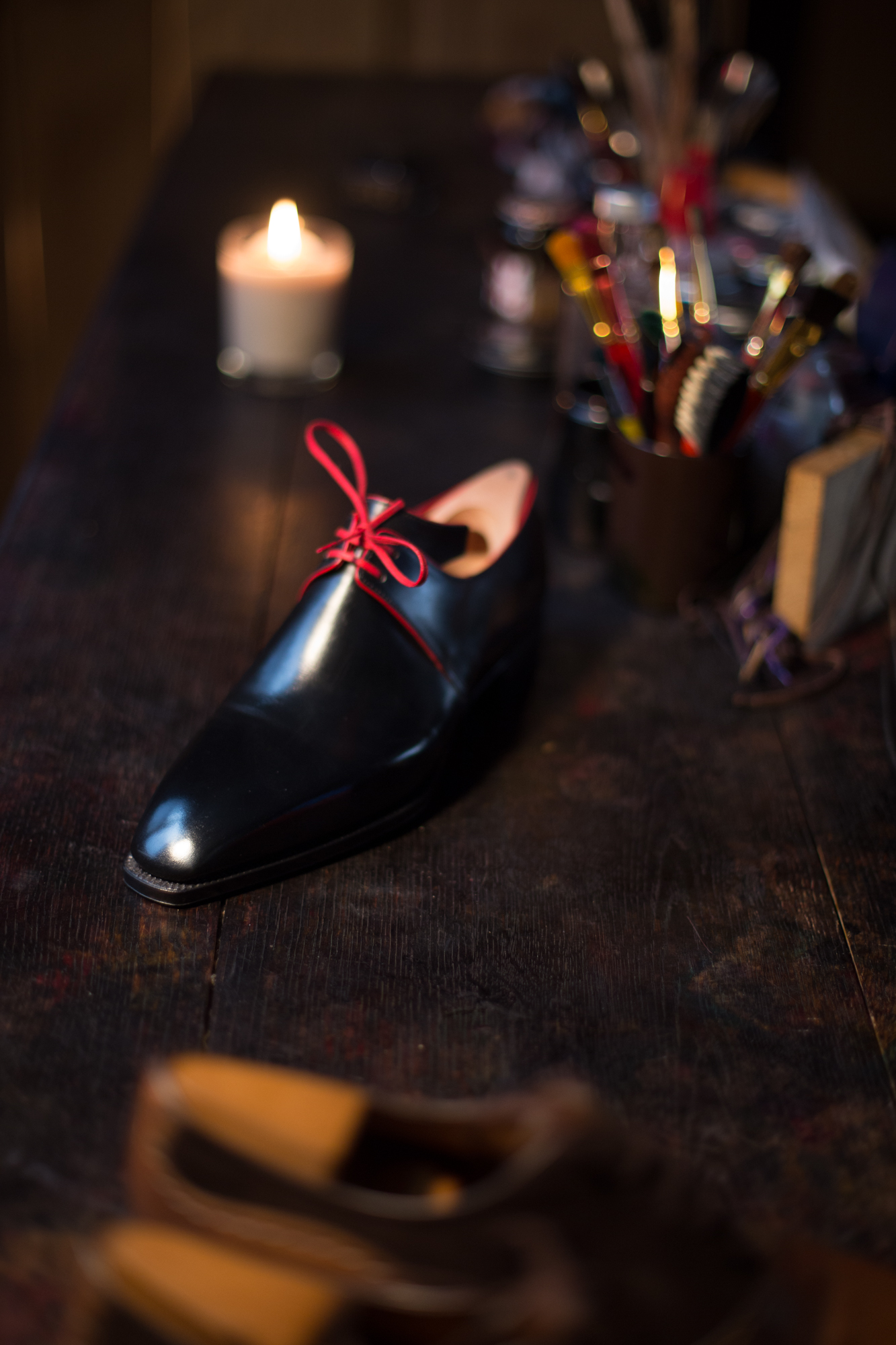
Le modèle Arca

### Fondation de la Maison Corthay
Il découvre le cuir à l'âge de sept ans chez sa tante sculpteur où il vit alors. À quatorze ans déjà, il fabrique des accessoires en cette matière. Ses parents sont comédiens. Après l'école Steiner, son père l'encourage à faire les Compagnons du Devoir. À la suite de son CAP de cordonnier bottier, Pierre Corthay affine son apprentissage en 1979 auprès de ce mouvement. Il veut devenir maroquinier, mais en l'absence de compagnons en ce domaine, il effectue finalement sa formation comme bottier. Pendant six à sept ans, Pierre va faire le tour de France pour apprendre son métier dans le respect des traditions. Il apprend le métier, entre autres, auprès de Jean Dréan, puis il entre chez John Lobb à Paris. Deux ans plus tard, il se forme chez Berluti puis en devient le chef d'atelier.
En 1990, sans argent, il décide de créer sa première boutique et reprend un atelier de bottier équestre créé en 1947 rue Volney en signant des billets à ordre sur cinq ans,, située à quelques rues de la place Vendôme. Il a un premier contrat avec Lanvin. L'entreprise décolle réellement avec l'apparition du modèle Arca, archétype du style de la marque, créé par hasard : un modèle iconique de la maison, un derby à deux œillets avec un laçage inversé crée en 1991. Le bouche-à-oreille compte beaucoup dans la réussite de l'entreprise. En parallèle un article de Suzy Menkes dans l'International Herald Tribune donne une visibilité plus large à la marque. 
Initialement un atelier de souliers sur-mesure dont la patine est un élément clef, l’entreprise se diversifie en 2003 et propose des modèles de « prêt à chausser ». Il est rejoint par son frère. La manufacture est située à Beaupréau en Maine-et-Loire près de Cholet le berceau de l'industrie de la chaussure. Elle compte plus d'une vingtaine d'artisans et produit quelques milliers de paires. En 2008, Pierre Corthay reçoit le titre de Maître d'art décerné par le Ministère de la Culture et de la Communication. 

### Évolution de l'entreprise
Pierre Corthay devient le directeur artistique de la marque pour consacrer plus de temps à la création. En 2010, Xavier de Royere prend la direction de l’entreprise et devient président de Maison Corthay après avoir travaillé pour le groupe LVMH - Moët Hennessy Louis Vuitton pendant quinze ans. En 2011, l'entreprise réalise sa première campagne de publicité photographiée par Bryan Adams avec le propriétaire de Hamiltons Gallery, Tim Jefferies. 
En 2011, Pierre Corthay et le groupe Edmond de Rothschild organisent l'« Excellence Run » afin de découvrir et mettre en avant le savoir-faire des artisans qui mène à l'excellence. Les invités traversent les paysages alpins Suisse pendant trois jours au volant de voitures classiques des années 1950 et 60.

## Implantation
Maison Corthay compte huit boutiques dans le monde. Parmi elles, deux boutiques se trouvent en Europe : une à Paris et une à Londres. L’entreprise s'installe peu à peu en Asie avec des boutiques en Chine, notamment à Pékin, Xi'an et Wuhan, mais aussi au Japon et en Corée du Sud. Plusieurs stands sont installés aux États-Unis dans des grands magasins tels que Saks Fifth Avenue et Neiman Marcus.